# Georgia Taylor
Georgia Taylor (geboren am 26. Februar 1980 als Claire Marie Jackson in Wigan) ist eine englische Schauspielerin, die mit Rollen in britischen Fernsehserien bekannt wurde.

## Leben
Taylor wirkte als Jugendliche am Willpower Youth Theatre in Wigan mit. Sie bekam dadurch die Chance zum Vorsprechen für die Fernsehserie Coronation Street, in der sie von 1997 bis 2003 die Serienhauptrolle der Toyah Battersby übernahm. Sie spielte seitdem zahlreiche Haupt- und Nebenrollen in bekannten britischen Fernsehserien. Nach einer dreizehnjährigen Abwesenheit von Coronation Street gab Taylor im September 2016 bekannt, dass sie die Rolle der Toyah erneut übernommen hatte.

## Filmografie
- 1997–2003 und seit 2016: Coronation Street als Toyah Battersby (ITV-Fernsehserie)
- 1998–1999, 2013: This Morning als sie selbst (Fernsehshow, 4 Folgen)
- 1998: Sooty & Co. als Toyah Battersby (Fernsehserie, Folge Estate Agents)
- 2000, 2007, 2017: Lose Women als sie selbst (ITV-Talk Show, 3 Folgen)
- 2003: Where the Heart is als Jodie Walters (Fernsehserie, Folge Archangel)
- 2004: The Royal als Ellen (Fernsehserie, Folge Home to Roost)
- 2004: Blackpool als Shyanne Holden (Fernsehserie)
- 2006: The Afternoon Play als Molly Connolly (Fernsehserie, Folge Molly)
- 2006–2007: Life on Mars als Denise Williams (Fernsehserie, Folgen 1x04 und 2x04)
- 2006: The History Boys als Fiona – Regie: Nicholas Hytner
- 2006: Viva Blackpool als Shyanne Holden (Fernsehfilm)[3]
- 2007: New Street Law als Lorraine Granger (Fernsehserie, Folge 2x04)
- 2007: Lilies als Phyllis Cook (BBC-One-Fernsehserie, Folge The Chit Behind King Billy)
- 2007–2011: Casualty als Ruth Winters (BBC One-Fernsehserie)
- 2008: The Bank Job als Ingrid Burton – Regie: Roger Donaldson
- 2012: Lewis als Honey Addams (Fernsehserie, Episode Fearful Symmetry)
- 2013: 70 Stone: The Man Who Can't Be Saved als Erzählerin (Fernsehdokumentation)
- 2013–2014: Law & Order: UK als Kate Barker (ITV-Fernsehserie)
- 2014: Street Kid World Cup als Erzählerin (Fernsehshow)
- 2014: The Chase als Teilnehmerin (ITV-Quizsendung, Folge 4x12)
- 2015: Inspector Barnaby als Bella Summersbee (Fernsehserie, Folge 17x01 – The Dagger Club)
- 2016: Agatha Raisin als Steph (Fernsehserie, Folge Hells'’Bells)
- 2018, 2020: Lorraine als Gast (Fernsehshow, 2 Folgen)

## Auszeichnungen
- 2001: "Best Dramatic Performance" bei den The British Soap Awards für ihre Rolle in Coronation Street.[1] (Publikumspreis)

## Privates
Sie hatte ab 2000 eine Beziehung mit dem Musiker Mark Eyden und war danach 14 Jahre lang mit dem Schauspieler Mark Letheren verheiratet, den sie am Set von Casualty kennengelernt hatte. 2023 gab sie die Trennung von Letheren bekannt und dass sie in einer Beziehung mit ihrem Serienkollegen aus Coronation Street, Charlie de Melo, sei.